# Cejlonska žabousta
Cejlonska žabousta (lat. Batrachostomus moniliger) je ptičja vrsta roda Batrachostomus. Duga je 23 cm, a visoka je 3.5 cm. Glava joj je široka gotovo kao tijelo, a kljun je zakrivljen. Mužjaci su smeđosive boje i imaju crne i bijele pjege. Ženke su crvenkastosmeđe boje, s manje pjegica. Ova vrsta živi u šumama, kojih je sve manje zbog dosta požara. Po danu se odmara na granama, a noću lovi kukce. Podaci o ponašanju su uglavnom nepoznati. Rasprostranjena je samo u Indiji i Šri Lanki. Ova ptica je srodnik s legnjima. 

## Razmnožavanje
Sezona parenja traje od siječnja do travnja. Batrachostomus moniliger gnijezdo pravi na drvećima visokima 2 – 12 m. U gnijezdu se nalazi jedno jaje. Jaja su bijela, bez pjegi. Duga su 30,4 mm, a široka 22,8 mm .

## Vanjske poveznice
|  | Zajednički poslužitelj ima stranicu o temi Batrachostomus moniliger    |
|  | Zajednički poslužitelj ima još gradiva o temi Batrachostomus moniliger |
|  | Wikivrste imaju podatke o taksonu Batrachostomus moniliger             |